# جان کاوانا
جان کاوانا (انگلیسی: John Kavanagh؛ زادهٔ ۱۸ ژانویهٔ ۱۹۷۷) مربی هنرهای رزمی ترکیبی اهل جمهوری ایرلند است.